# Violetta Kolobova
Violetta Vital'evna Kolobova (in russo Виолетта Витальевна Колобова?; Dzerzhinsk, 27 luglio 1991) è una schermitrice russa.

## Palmarès
- Olimpiadi

Rio de Janeiro 2016: bronzo nella spada a squadre.
- Mondiali

Budapest 2013: oro nella spada a squadre.
Kazan' 2014: oro nella spada a squadre.
Budapest 2019: argento nella spada a squadre.
- Europei

Sheffield 2011: argento nella spada a squadre.
Legnano 2012: oro nella spada a squadre.
Strasburgo 2014: argento nella spada a squadre.
Montreux 2015: oro nella spada individuale.
Tbilisi 2017: oro nella spada individuale e argento nella spada a squadre.
Novi Sad 2018: bronzo nella spada individuale.
Düsseldorf 2019: argento nella spada a squadre.